# Laxitextella
Laxitextella è un genere di branchiopodi estinto, appartenente alla famiglia Euestheriidae. Visse nel Triassico medio e superiore e i suoi resti fossili sono stati ritrovati in Svizzera e in Italia .

## Descrizione

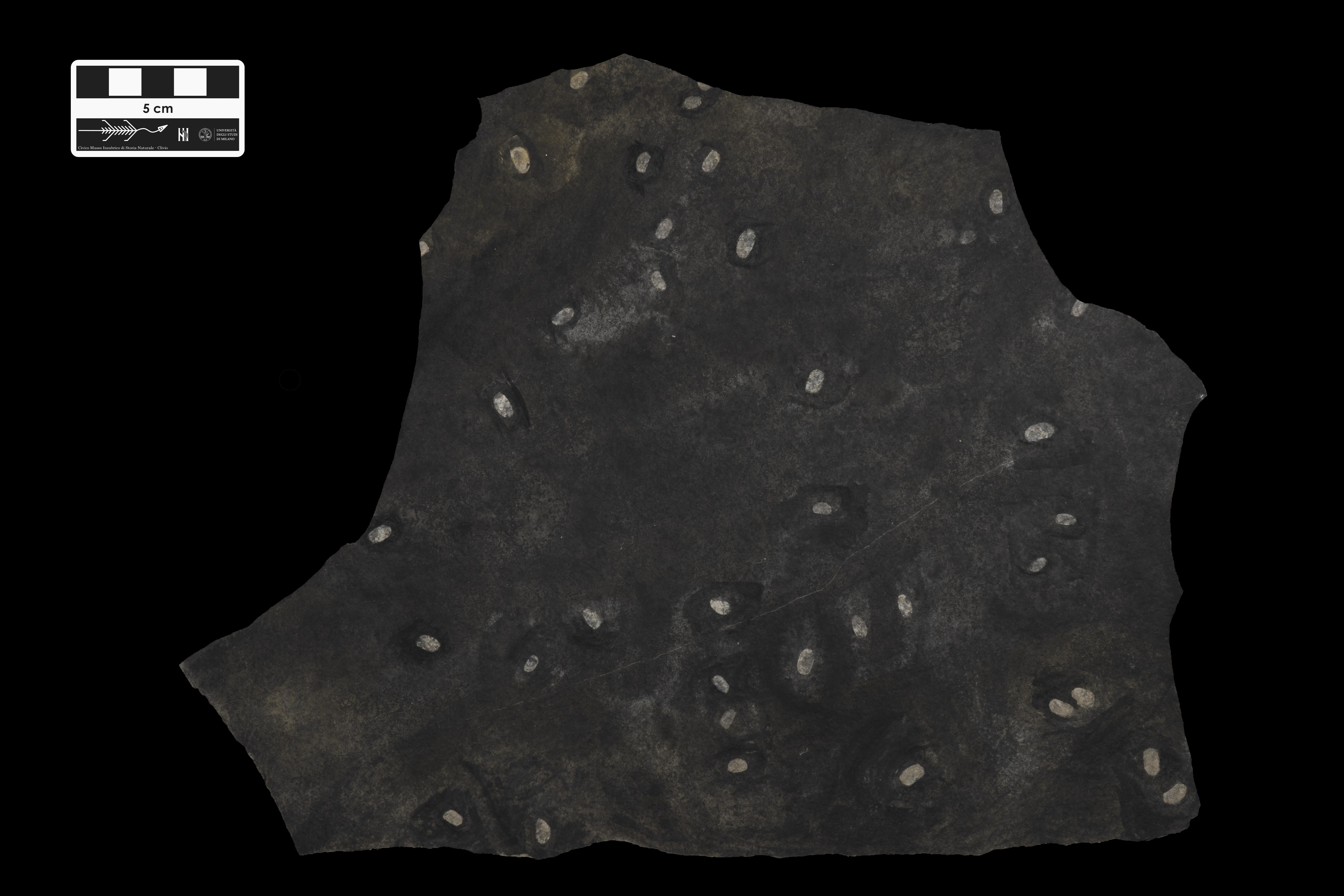
Mortalità di massa di Laxitextella sp.

Laxitextella presenta un carapace da moderatamente grande a grande e di forma da cicladiforme a telliniforme.
L'ornamentazione della conchiglia consiste in una reticolazione più o meno irregolare, sono presenti anche bande di crescita concentriche moderatamente strette a distanza più o meno regolare. La conchiglia larvale è ridotta.
L'umbone è in posizione relativamente anteriore, a circa un terzo della lunghezza massima della conchiglia, e si trova in posizione leggermente elevata o pari rispetto al margine dorsale.

## Paleoecologia
Le dense popolazioni di Laxitextella vengono interpretate
come autoctone: dopo abbondanti piogge dalle uova trasportate dalle alluvioni, grazie quindi all'afflusso di acqua dolce nel bacino, potevano svilupparsi in breve tempo enormi popolazioni. L'aumento della salinità e la
diminuzione dell'ossigeno nei periodi secchi portava questi animali alla morte, creando delle mortalità di massa .